# Blatta (insecte)
Genre
Blatta est un genre d'insectes de l'ordre des Blattodea (Blattaria), des cafards de la famille des Blattidae.

## Liste des espèces
Selon ITIS (1er juillet 2025) :
- Blatta furcata (Karny, 1908)
- Blatta orientalis Linnaeus, 1758 – blatte orientale (espèce type pour le genre).